# Onsted
Onsted é uma vila localizada no estado americano de Michigan, no Condado de Lenawee.

## Demografia
Segundo o censo americano de 2000, a sua população era de 813 habitantes.
Em 2006, foi estimada uma população de 1019, um aumento de 206 (25.3%).

## Geografia
De acordo com o United States Census Bureau tem uma área de 2,5 km², dos quais 2,5 km² cobertos por terra e 0,0 km² cobertos por água. Onsted localiza-se a aproximadamente 308 m acima do nível do mar.

## Localidades na vizinhança
O diagrama seguinte representa as localidades num raio de 16 km ao redor de Onsted.